# Кингстон (Онтарио)

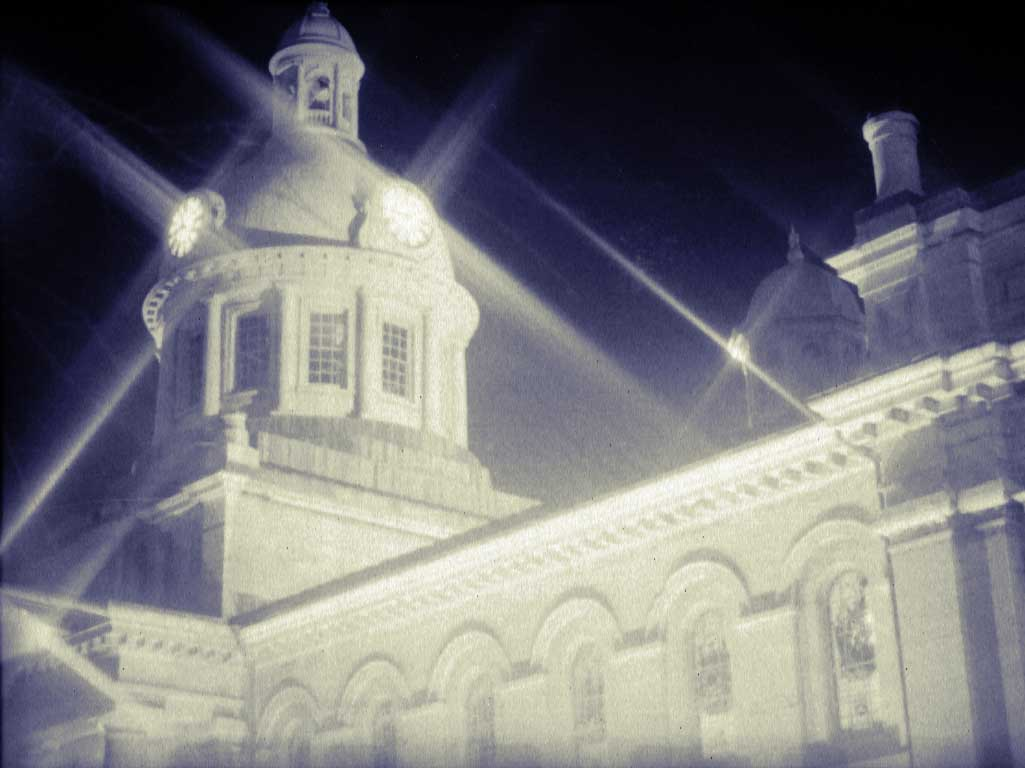
Кингстон. Ратуша

Ки́нгстон (англ. Kingston) — город на юге канадской провинции Онтарио. Население 123 000 жителей (2011), с пригородами — 160 000.
Порт на северо-восточном побережье озера Онтарио, у истока Реки Святого Лаврентия. Неподалёку находится цепь архипелага Тысяча островов.
Иногда Кингстон называют Известняковым городом («Limestone City») из-за многочисленных зданий из этого местного материала. Центральная часть города расположена между реками Катаракви (Cataraqui) на востоке и Малая Катаракви (Little Cataraqui Creek) на западе. Административный центр графства Фронтенак (Frontenac).

## История
В XVII в. на месте современного Кингстона находилось индейское поселение; в 1673 г. Ла Салем основан Форт-Фронтенак. Захвачен англичанами во время Семилетней войны.
Местоположение Кингстона обладает стратегическим значением, так как позволяет контролировать вход из реки св. Лаврентия в систему Великих озёр, а с сооружением канала Рюдо — и альтернативный путь в Атлантический океан. Поэтому военные укрепления в Кингстоне, построенные англичанами, уступают лишь Цитадели в Квебек-сити.
Несмотря на своё стратегическое расположение, Кингстон не был важной точкой борьбы в войне 1812 года между Великобританией и США. Как следствие, в отличие от большинства британских укреплений в Канаде, у него нет «побратима» на американской стороне, несмотря на близость от границы и важность со стратегической точки зрения.
С 1841 по 1844 год Кингстон служил первой столицей объединённой Канады. 10 мая 1844 года столица была перенесена в Монреаль.

## Экономика
Кингстон является важным портом на морском пути святого Лаврентия, который предоставляет связь между водной системой Великих озёр и Атлантическим океаном. Тем не менее, в связи с падением транспортной значимости железной дороги и канала Рюдо, в настоящий момент экономика Кингстона меньше завязана на перевозку, чем ранее. В то же время, Кингстон, благодаря своей близости к Тысяче островов и наличию ряда культурных достопримечательности, стал центром туризма.
В то же время следует отметить роль образования (два провинциальных университета и единственный в Канаде федеральный военный колледж), а также военных баз в облике современного Кингстона.

## Образование
3 вуза, в том числе университет Квинс — один из крупнейших вузов Канады.

## Культура
В Кингстоне находится старейший зал спортивной славы в Канаде — Международный хоккейный зал славы, основанный 10 сентября 1943 года. С 1965 года музей расположен на территории Мемориального центра (англ. Kingston Memorial Centre), восточнее арены, на углу улиц Йорк и Альфред.
Музей Великих озёр посвящён истории судоходства в регионе, Музей военной связи и электроники — истории военных коммуникаций с начала XX века.
Также в городе находится два театра.

## Персоналии
Кингстон в первую очередь известен как место, где первый канадский премьер министр Джон Макдональд начинал свою политическую карьеру, и где он провёл большую часть своей жизни.
Уроженцем Кингстона является капитан Джеймс Томас Сазерленд (англ. James Tomas Sutherland), президент Хоккейной ассоциации Онтарио (англ. Ontario Hockey Association, или ОХА (англ. OHA) в 1915—1918 годах и Канадской ассоциации любительского хоккея (англ. Canadian Amateur Hockey Association), или КАЛХ (англ. CAHA) в 1919 году. Один из организаторов Международного хоккейного зала славы.
Также в городе родились писатель Грант Аллен, известные хоккеисты Майк Смит, Дуг Гилмор, Кевин Лаланд, Джон Эрскин и Брайан Аллен, долгое время жили Берни Николз и музыкант Дэвид Ашер.
Другой известный уроженец — канадский рок-музыкант Брайан Адамс.